# Euschelspass
Der Euschelspass ist ein 1567 m hoher Saumpass in den Freiburger Alpen in der Schweiz. Er verbindet Jaun im Süden mit der Ortschaft Schwarzsee im Norden.
Militärisch gesichert wurde der Pass durch die Festung Euschels.